# Eduardo Cote Lamus
Eduardo Cote Lamus (Cúcuta, Colombia, 16 de agosto de 1928-La Garita corregimiento de Los Patios, Colombia, Norte de Santander; 3 de agosto de 1964) fue un poeta, diplomático y político colombiano. 
Su poesía se caracteriza porque busca lo narrativo, las imágenes esenciales, la objetividad poética, un idealismo épico, humano, pero siempre en pugna con su desencantada intuición de la muerte, convertida en la historia del hombre.

## BIOGRAFIA
Nació en la ciudad de Cúcuta, Norte de Santander el 16 de agosto de 1928. Fue el menor de tres hermanos e hijo de Emma Lamus y de Pablo Cote Bautista. Cursó estudios de bachillerato en el Colegio San José Provincial de la ciudad de Pamplona para luego estudiar derecho durante dos años en la Universidad Externado de Bogotá.  Obtuvo una beca para realizar cursos de filología hispánica en la Universidad de Salamanca en España en 1950, el mismo año en que publica Preparación para la muerte su primer poemario.  En 1951 gana el premio A la joven literatura de la editorial José Janés con Salvación del recuerdo, libro que se publica dos años más tarde en España.  Es de destacar que entre los jurados estaban Eugenio d'Ors, Dámaso Alonso y Eugenio Montes.  Durante su estadía en España Cote dictó conferencias y cátedras en varias universidades e hizo lecturas de sus poemas.  Hizo muchas amistades, particularmente con Vicente Aleixandre, quien fue una gran influencia, los hermanos José Agustín Goytisolo y Juan Goytisolo, José Ángel Valente, José Manuel Caballero Bonald.  Allí conoció también a los poetas nicaragüenses Carlos Martínez Rivas, Ernesto Mejía Sánchez y José Coronel Urtecho.
En 1954 fue nombrado cónsul auxiliar de Colombia en Fráncfort, Alemania, donde vivió tres años.  En ese lapso estudió filosofía y publicó su tercer libro de poemas, "Los sueños" en la editorial Insula de Madrid.  Regresó a Colombia en 1957 con motivo de la enfermedad de su padre.  Al año siguiente contrajo matrimonio con Alicia Baraibar, hija de un diplomático español.  Durante ese año se incorporó a la vida política en la corriente de Gilberto Alzate Avendaño del partido conservador. Fue elegido representante a la Cámara en las elecciones de 1958. En esa época participó en una visita de congresistas al departamento de Chocó que fue la base de su memorable Diario del Alto San Juan y del Atrato, que publicó un año más tarde en Ediciones Mito de Bogotá. En 1960 regresó a Cúcuta, donde fue Secretario de Educación del departamento de Norte de Santander.
Con sus amigos Jorge Gaitán Durán y Hernando Valencia Goelkel fundó la Revista Mito, de la cual fue codirector. Allí colaboró con traducciones del alemán, reseñas, crónicas y poemas.  En 1959 publicó La vida cotidiana, su cuarto libro, en el sello editorial de esa revista.  Siguiendo con sus actividades políticas, en 1962 Eduardo Cote fue elegido senador y ese mismo año fue nombrado Gobernador del departamento de Norte de Santander. En 1963 publicó Estoraques, que fue su último libro, pues el 3 de agosto de 1964 murió en un accidente automovilístico en la carretera que comunica a Pamplona con Cúcuta. Fue sepultado en el Cementerio del Humilladero de Pamplona, Norte de Santander.

## Obras
- Preparación para la muerte (1950) Imprenta Departamental del Norte de Santander
- Salvación del recuerdo (1953) Editorial José Janés, Barcelona
- Los sueños (1956) Editorial Ínsula, Madrid
- Los sueños (2004) Colección de poesía, Universidad Nacional de Colombia
- La vida cotidiana (1959) Editorial Mito
- La vida cotidiana (2016) Universidad de los Andes ISBN 9789587741308
- Diario del Alto San Juan y del Atrato (1955) Editorial Mito
- Diario del Alto San Juan y del Atrato (1990) Fundación Simón y Lola Guberek
- Diario del alto San Juan y del Atrato (2023) Fondo de Cultura Económica ISBN  9789585197268
- Estoraques (1963), Ministerio de Educación Nacional
- Poemas de la muerte (1965) Antología de Andrés Holguín con poemas de Eduardo Cote y Jorge Gaitán Durán. Ediciones Tercer Mundo
- Obras completas (1976) Instituto Colombiano de Cultura
- Obra Completa (2005) Casa de Poesía Silva ISBN 958-96721-6-7